# Maroskece
Maroskece (románul: Chețani, németül: Ketzenbrück) falu Romániában Maros megyében, Maroskece község központja.

## Fekvése
Marosludastól 7 km-re délnyugatra a Maros jobb partján fekszik az E60-as országút mellett.

## Története

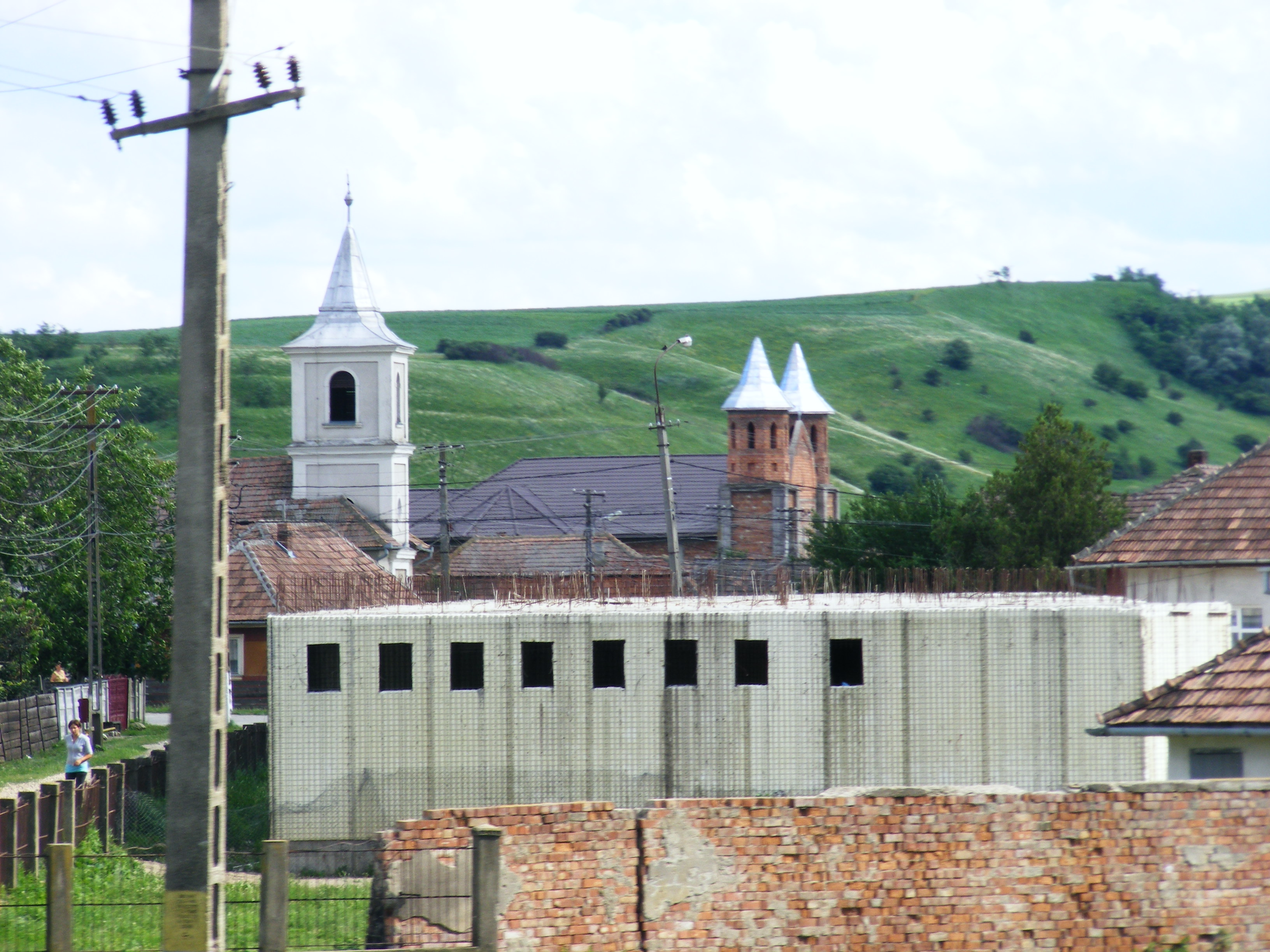
Ortodox templomok

1444-ben Keche néven említik először. Apor-kastélya a 17. században épült, 1663. július 20-án I. Apafi Mihály fejedelem országgyűlést tartott itt. Itt tartotta lakodalmát 1696-ban Cserei Mihály történetíró. A falunak 1910-ben 1093, többségben román lakosa volt, jelentős magyar kisebbséggel. A trianoni békeszerződésig Torda-Aranyos vármegye Marosludasi járásához tartozott. 1992-ben 1309 lakosából 1307 román, 1 magyar volt.